# Katolickie gimnazjum św. Macieja
Katolickie gimnazjum św. Macieja (niem. St. Matthias-Gymnasium) we Wrocławiu  na Dolnym Śląsku zostało założone 2 listopada 1659 roku przez donację cesarza Leopolda I na terenie zamku cesarskiego. Szkoła była prowadzona przez jezuitów i podtrzymywała tradycje wcześniejszej szkoły założonej w 1638 r. W latach 1773–1811 gimnazjum to spełniało przejściowo funkcję instytutu studiów teologicznych będąc częścią wrocławskiej Leopoldiny. Kontrreformacyjny pomysł założenia katolickiego uniwersytetu w zdominowanym przez protestantów Wrocławiu przeforsował jezuita baron Fryderyk von Lüdinghausen Wollf. Gdy Austria utraciła Śląsk na rzecz Prus, Leopoldina stała się centrum katolickiej oświaty w Prusach.
Po kasacie zakonu jezuitów (w Prusach) w 1773 roku szkoła przeszła na utrzymanie króla Prus. Od 1811 aż do 1945 roku gimnazjum mieściło się w barokowym kompleksie klasztornym należącym niegdyś do Zakonu Krzyżowców z Czerwoną Gwiazdą przy ulicy Schuhbrücke 37 (obecnie ul. Szewska). Szkoła była wyposażona we własną bibliotekę, gabinety do nauk przyrodniczych, salę gimnastyczną, rysunkową i muzyczną.
Było to klasyczne (humanistyczne) gimnazjum katolickie dla chłopców w wieku od lat 10 do 18. Uczęszczało tu co rok kilkuset uczniów, głównie narodowości niemieckiej. Polscy słuchacze gimnazjum wywodzili się głównie ze Śląska. Aż do I wojny światowej mieli możliwość nauki języka polskiego poza programem obowiązkowym. W XIX w. liczba uczniów wzrosła z ok. 300 do ponad 700. Maksymalną liczbę 816 uczniów gimnazjum osiągnęło w 1878 r. Kształciło się tu wielu sławnych ludzi i przyszłych duchownych. Szkoła dawała szanse zdobycia edukacji nawet niezamożnym uczniom, jeżeli byli oni wyjątkowo uzdolnieni i posiadali referencje swych pedagogów. Mogli się oni tutaj nie tylko za darmo uczyć, ale i byli w pełni utrzymywani.
Pod wpływem rządów reżimu hitlerowskiego to katolickie gimnazjum zostało zlaicyzowane i upaństwowione. Po wojnie szkoła nie została restytuowana. Od 1945 roku w jej gmachach mieści się siedziba Zakładów Narodowych im. Ossolineum (fundacja, wydawnictwo i biblioteka narodowa).

## Osoby związane z gimnazjum
- Joseph Ignaz Schnabel (1767–1831), kompozytor i muzyk kościelny
- Otto von Haugwitz (1767−1842), niemiecki poeta
- Józef Elsner (1769–1854), muzyk i nauczyciel Fryderyka Chopina
- Joseph Christian von Zedlitz (1790−1862), austriacki oficer i pisarz
- Augustin Kaluža (1776–1836), nauczyciel 1806–1818
- Wilhelm von Eichendorff (1786–1849), niemiecki prawnik i poeta, urzędnik austriacki
- Joseph von Eichendorff (1788–1857), niemiecki romantyk i pisarz
- Peter Joseph Elvenich (1796–1886), teolog und rektor 1831–1839
- August Wissowa (1797–1868), klasyczny filolog und rektor 1838–1868
- Jan Dzierżoń (1811−1906), słynny znawca i hodowca pszczół
- Moritz Brosig (1815-1897), wykładowca muzyki, kompozytor, organista
- Ferdinand Lassalle (1825–1864), pisarz, polityk socjalistyczny i przywódca ruchu robotniczego w Niemczech
- Hugo Ulrich (1827–1872), niemiecki kompozytor, nauczyciel muzyki, aranżer
- Israel Meir Freimann (1830–1884), rabbi i orientalista
- Johannes Oberdick (1835–1903), klasyczny filolog, nauczyciel 1861–1864, dyrektor 1882–1897
- Hermann Cohen (1842–1918), niemiecko-żydowski filozof
- Joseph Jungnitz (1844−1919),  niemiecki historyk
- Franz Volkmer (1846–1930), niemiecki pedagog
- Georg Wissowa (1851–1931), klasyczny filolog
- Kazimierz Morawski (1852 - 1925) filolog klasyczny, polityk
- Max Filke (1855-1912), niemiecki organista i kompozytor
- Paul Klimek (1859–1923), klasyczny filolog
- Aleksander Skowroński (1863–1934), polski duchowny katolicki, działacz narodowy i społeczny
- Joseph Wittig (1879–1949), niemiecki historyk kościelny i teolog
- Jan Alojzy Ficek (1790−1862), wydawca, polski duchowny i społecznik
- Piotr Klimek (1881–1940), polski duchowny, katecheta oraz dziekan
- Gerhard Strecke (1890–1968), niemiecki pedagog muzyczny i kompozytor
- Franz Scholz (1909–1998), niemiecki historyk kościelny i teolog-moralista
- Reinhold Olesch (1910–1990), niemiecki slawista
- Werner Pierchalla (*1922), prawnik, niemiecki polityk (CDU)
- Ponadto ośmiu biskupów pomocniczych, ośmiu biskupów i dwu arcybiskupów

## Literatura
- Kulak T., Pater M., Wrzesiński W., Historia Uniwersytetu Wrocławskiego 1702-2002, Wrocław 2002.
- Karl Grosser, Alfred Hillebrandt, Vorschlag für die Freilegung der Universität Breslau, Berlin [1913].
- Erinnerungsblätter zum hundertjährigen Jubiläum der Universität Breslau, Breslau 1911.
- Werner Pierchalla: Als Gymnasiast im „Dritten Reich“ (am Staatl. Kath. St. Matthiasgymnasium in Breslau). München 2002: Matthesianer-Verband. Brak numerów stron w książce
- Joseph Jungnitz: Die Breslauer Weihbischöfe. Verlag von Franz Goerlich, Breslau 1914.